# STHLM 10
STHLM 10 är en löpartävling på 10 km som med vissa uppehåll arrangerats sedan 2016, varav 2016-2019 och 2022 som ''STHLM 10 med SM-milen.
Loppet arrangeras vanligen i juni och omfattar löpning medsols runt Riddarfjärden i Stockholm. Start sker på Rålambshovsleden och loppet fortsätter sedan på Norr Mälarstrand till Gamla stan och Slussen innan löparna vänder västerut för att via Söder Mälarstrand fortsätta över Västerbron för att nå målet i Rålambshovsparken eller Konradsbergsparken.
Åren 2016-2019 arrangerade Hässelby SK och Spårvägens FK tävlingen som STHLM 10 med SM-milen. Covid-19-pandemin medförde att loppet inställdes 2020, men anmälda löpare fick möjligheten att på valfri ort och för sig själv springa ett virtuellt lopp där sträcka och tid kunde mätas med hjälp av GPS. 2021 dröjde det till augusti innan loppet arrangerades och enligt strikta pandemiregler var startgrupperna fler än vanligt och dessutom tilläts inte inpassering till startfållorna förrän i sista stund. Ombyggnation av Karl Johansslussen medförde att löpningen detta år fick ske på norra delarna av Kungsholmen och till mindre del i Solna. 2022 arrangerades loppet en sista gång som STHLM 10 med SM-milen. Loppet genomfördes även 2023 och 2025 men då endast under namnet STHLM 10. 2024 ersattes loppet av Stockholm Streets, där löparna kunde välja att springa 5 eller 10 km.
STHLM 10 har dessutom varit en del av STHLM Challenge, som var en serie av fyra lopp varje år.

## Vinnare
| År   | Herrar                 | Land    | Tid   | Damer                      | Land    | Tid   |
| ---- | ---------------------- | ------- | ----- | -------------------------- | ------- | ----- |
| 2016 | Abraham Adhanom        | Sverige | 29.50 | Maria Larsson              | Sverige | 34.37 |
| 2017 | Robin Pino             | Sverige | 35.02 | Mikaela Grahm              | Sverige | 39.49 |
| 2018 | Maximiliam Lohm Isberg | Sverige | 34.22 | Josefin Svanlindh          | Sverige | 38.15 |
| 2019 | Maximiliam Lohm Isberg | Sverige | 34.27 | Tilde Axelsson Fröjdenlund | Sverige | 36.13 |
| 2021 | Yohannes Kiflay        | Sverige | 31.43 | Emma Fogelkvist            | Sverige | 39.27 |
| 2022 | Gabriel Claesson       | Sverige | 32.51 | Åsa Lundin                 | Sverige | 38.54 |
| 2023 | David Nilsson          | Sverige | 31.08 | Johanna Bäcklund           | Sverige | 36.04 |
| 2025 | David Nilsson          | Sverige | 30.52 | Amanda Håkansson           | Sverige | 36.10 |

Vinnarna i SM-milen avverkade samma sträcka som STHLM 10 men hade egna resultatlistor.